# Goodnight Moon
«Goodnight Moon» es una canción del grupo estadounidense de rock alternativo Shivaree, escrita por su vocalista, Ambrosia Parsley, y por Duke McVinnie. Fue la séptima canción del álbum de debut de la banda, I Oughtta Give You a Shot in the Head for Making Me Live in This Dump, y se publicó como single de debut de la banda el 24 de marzo del año 2000. La canción alcanzó el primer puesto de la lista italiana de singles y se situó entre los 30 primeros en Francia. Shivaree no ha vuelto a tener un éxito similar, lo que les convierte en una banda de un solo éxito. Su reconocimiento llegó después de 2004, tras aparecer en la banda sonora de la película Kill Bill: Volumen 2, dirigida por Quentin Tarantino y protagonizada por Uma Thurman.

## Formatos publicados
Singles en los mercados británico e italiano
1. Goodnight Moon – 4:05
2. Scrub – 5:50
3. My Boy Lollipop – 2:30

Single en el mercado francés
1. Goodnight Moon – 4:04
2. Scrub – 5:47

## Posición en listas
| Listas (2000-2001)                       | Posición más alta |
| ---------------------------------------- | ----------------- |
| Alemania (GfK Entertainment)             | 74                |
| Francia (SNEP)                           | 22                |
| Italia (FIMI)                            | 1                 |
| Países Bajos (Dutch Single Top 100)      | 95                |
| Portugal (Portugal Top 20)               | 15                |
| Reino Unido (UK Singles Chart)           | 63                |
| Suiza (Schweizer Hitparade)              | 74                |
| Unión Europea (European Hot 100 Singles) | 65                |